# Football Manager 2012
Football Manager 2012 é um jogo eletrônico de futebol lançado em outubro de 2011, desenvolvido pela Sports Interactive e publicado pela Sega.